# Злинка однорічна
Злинка однорічна, стенактис однорічний як Stenactis annua (Erigeron annuus) — вид рослин з родини айстрових (Asteraceae), поширений у США й Канаді; натуралізований у Європі й деяких частинах Азії.

## Опис

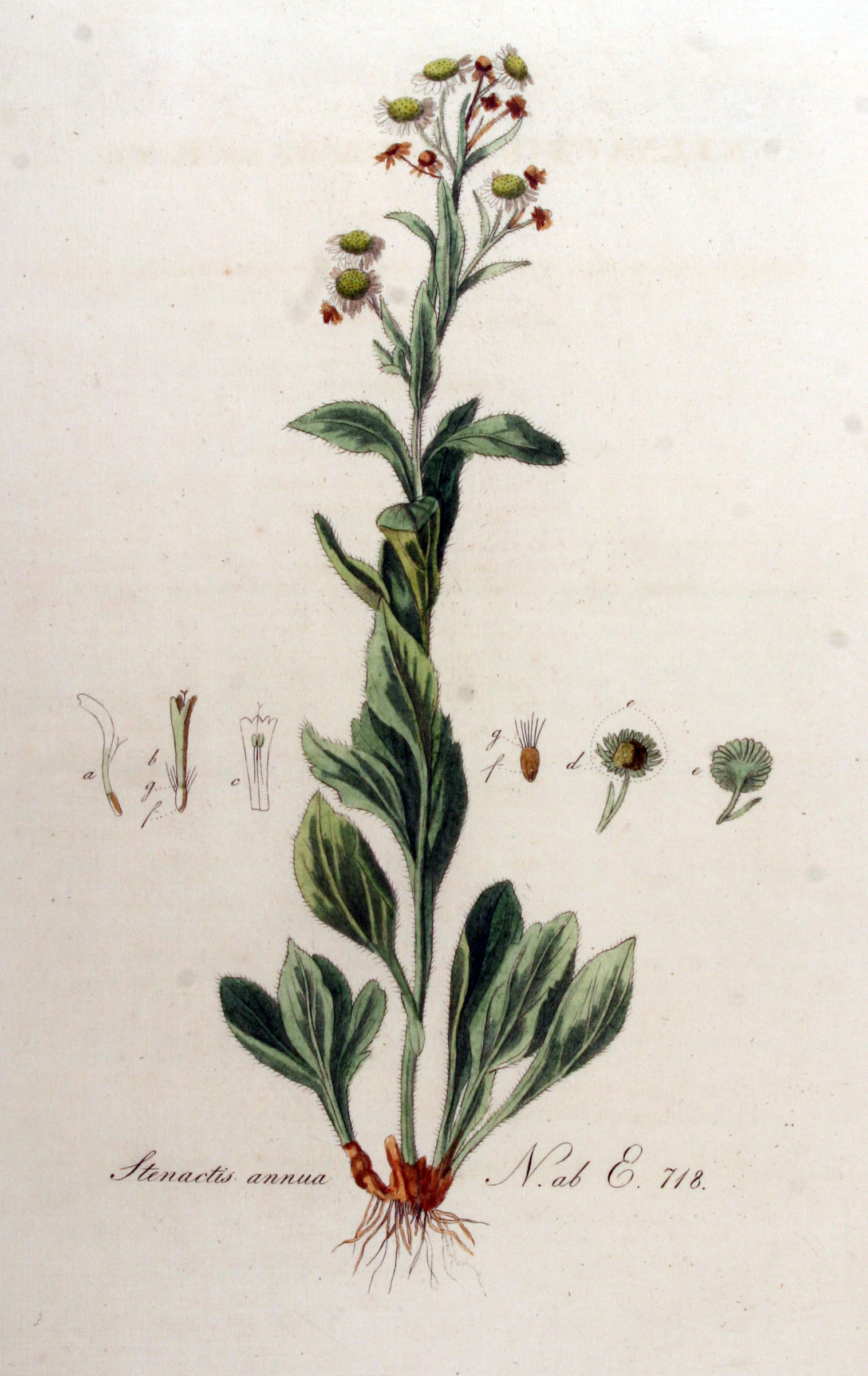

Однорічна або дворічна трава, 20–90(150) см заввишки. Листки цілісні. Кошики 15–20 мм в діаметрі, багатоквіткові, зібрані в щиткоподібні суцвіття. Обгортка 2–3-рядна. Крайові квітки в кошику маточкові, лінійно-язичкові, білі, 2-рядні; серединні — двостатеві, трубчасті, жовті. Сім'янки більш-менш сплюснуті, голі, чубок 1-рядний, з коротких ламких щетинок. 2n = 27.

## Поширення
Батьківщина — США й Канада. Натуралізований у Європі й деяких частинах Азії.
В Україні вид зростає в лісах, на узліссях, берегах річок і лугах, засмічених місцях. Адвентивна рослина — розсіяно (Закарпатська, Львівська, Волинська та Харківська області). Бур'ян.